# Corredor de hoplitódromo de Tubinga

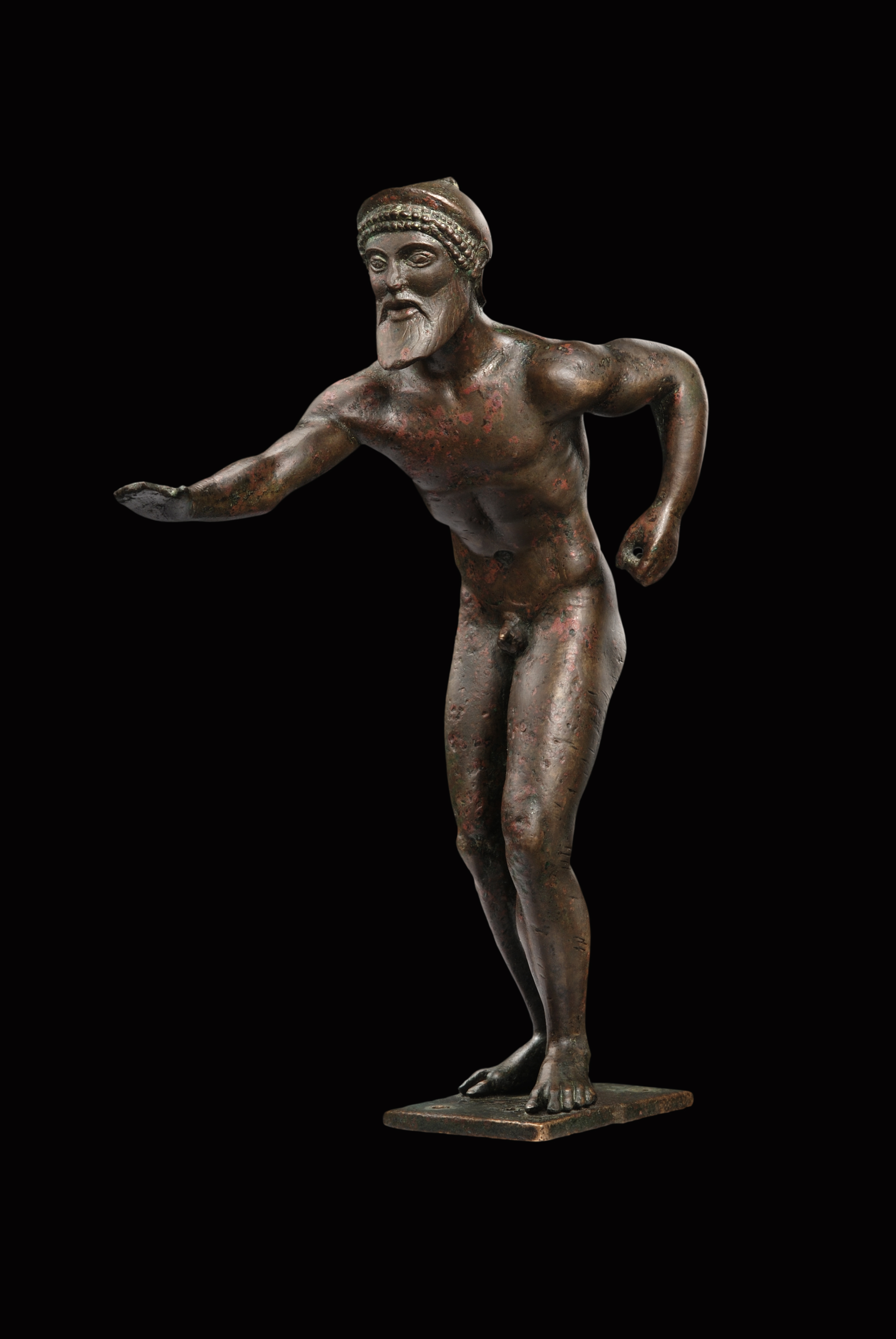
El corredor.

El corredor de hoplitódromo de Tubinga (en alemán: Tübinger Waffenläufer, literalmente: "corredor de armas de Tubinga") es una estatuilla de un atleta de la Antigua Grecia con un casco de combate, fabricada en el Ática alrededor del 485 a. C. Se exhibe en el Museo de las Culturas Antiguas de la Universidad de Tubinga. A finales del siglo XIX, la postura característica del atleta llevó a Friedrich Hauser a interpretar la estatuilla como un corredor armado de hoplitódromo en posición de salida, una interpretación que aún hoy es indiscutible.

## Descripción
La estatuilla está hecha de bronce macizo y mide 16,35 cm de alto. Representa a un hombre desnudo, barbudo y con casco, en una posición inicial inclinada hacia adelante, típica de los griegos, con la pierna izquierda ligeramente adelantada y el brazo derecho extendido horizontalmente hacia adelante con la mano abierta. El agujero en su puño izquierdo indica claramente que originalmente sostenía un objeto, posiblemente la empuñadura de un escudo. Con ambos pies apoyados en el suelo, como si el corredor esperara la señal de salida, con el rostro alzado, expectante. Tiene las rodillas flexionadas y el torso, inclinado y musculoso, tenso. El pecho está vuelto hacia el brazo izquierdo, donde probablemente llevaba un escudo redondo. A la estatuilla le falta el escudo elaborado por separado. La cimera del casco también está prácticamente ausente (se aprecia un resto en el modelo 3D; enlace más abajo), y originalmente iba desde la parte delantera del casco hasta la mitad de la espalda. La figura está firmemente sujeta a su base plana de bronce mediante dos pasadores redondos en las plantas de los pies.
El hoplitódromo se utilizaba para el entrenamiento físico de los hoplitas fuertemente armados, concretamente como táctica de combate para minimizar el tiempo de exposición a las flechas del ejército aqueménida mientras cargaban hacia adelante. El ejército griego unido inició la derrota decisiva de los persas en la batalla de Maratón (490 a. C.) atacando a la carrera.

## Historia
Un ganador de una competición de hoplitódromo podría haber encargado la figura de bronce alrededor del año 485 a. C. y luego donarla a la Acrópolis de Atenas. Podría haber sido una ofrenda votiva en el santuario, donde probablemente se colocó en un lugar destacado con una inscripción, para que los espectadores conocieran el nombre y la victoria del atleta.
Carl Sigmund Tux (1715-1798), funcionario del gobierno, heredó la estatua de su padre y donó su colección a la Universidad de Tubinga tras su fallecimiento sin herederos el 29 de enero de 1798. Inicialmente, la estatua pasó desapercibida en Tubinga, hasta que su valor fue reconocido en 1827 por el consejero de la corte de Múnich, Friedrich Thiersch. Thiersch observó la similitud de la estatuilla con las esculturas de mármol de tamaño casi natural del Templo de Afaya en Egina, que habían llegado por aquel entonces a Múnich, completadas y reconstruidas por el escultor Bertel Thorvaldsen en Roma. Resultó evidente que la estatua originalmente contaba con un escudo.
La estatuilla se conservaba originalmente en la Biblioteca Universitaria de Tubinga, que se trasladó al castillo en 1831. En 1833 se instaló en la torre noreste del castillo una vitrina propia con una cubierta de cristal. Se trasladó con las diversas ubicaciones de la colección de antigüedades clásicas en el Pfleghof y en la Wilhelmstraße 9, y finalmente regresó al castillo en 1997/1998, a la misma sala de la torre que había abandonado cien años antes.
Como lo demuestra la examen de rayos X, la estatuilla se fabricó como una pieza sólida mediante la fundición a la cera perdida. En 1886, el químico de Tubinga Lothar Mayer tomó tres muestras de la placa base para su análisis. Esto reveló que la placa base está compuesta por un 88 % de cobre, un 11 % de estaño y un 0,4 % de hierro. Solo recientemente, las técnicas modernas han podido proporcionar información sobre la composición material de la propia estatuilla. Las investigaciones de la superficie de la estatuilla mediante fluorescencia de rayos X con resolución espacial y difractometría de rayos X μ muestran claramente una composición de aleación ligeramente diferente entre la figura y la placa base, lo que indica que probablemente se ensamblaron en época moderna.